# Keleti pályaudvar (métro de Budapest)
Keleti pályaudvar est une station du métro de Budapest. Elle est sur la   et la  .

## Lieu remarquable à proximité
- Gare de Budapest-Keleti

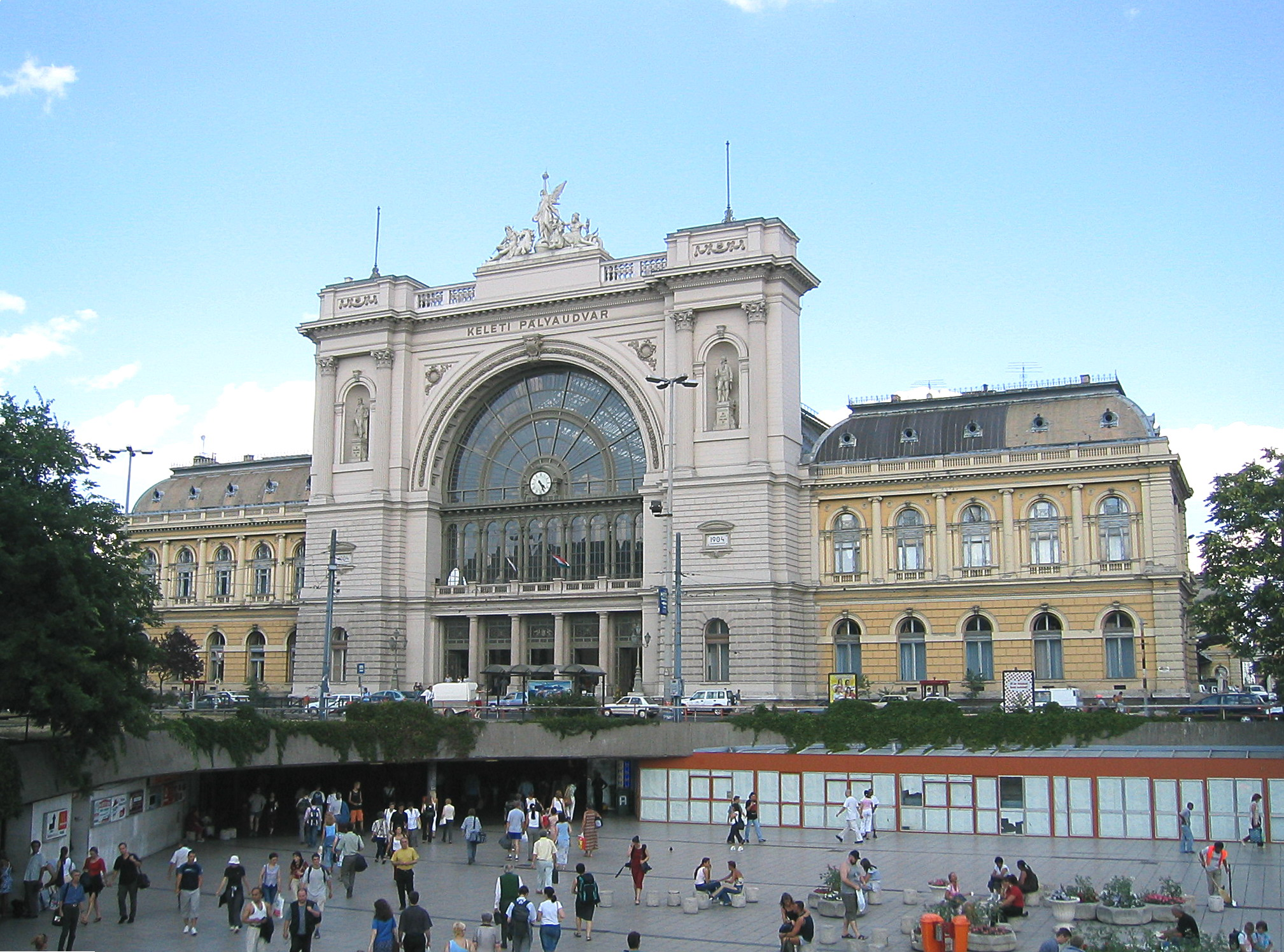
Entrée de la station ; à l'arrière-plan, gare ferroviaire de Keleti pályaudvar